# Bernarda Peraová
Bernarda Peraová (nepřechýleně Pera, * 3. prosince 1994 Zadar) je americká profesionální tenistka hrající levou rukou, která v letech 2009–2013 reprezentovala rodné Chorvatsko. Ve své dosavadní kariéře na okruhu WTA Tour vyhrála dva turnaje ve dvouhře a jeden ve čtyřhře. V rámci okruhu ITF získala devět titulů ve dvouhře a osm ve čtyřhře.
Na žebříčku WTA byla ve dvouhře nejvýše klasifikována v červnu 2023 na 27. místě a ve čtyřhře v únoru 2022 na 35. místě. V průběhu kariéry ji trénovali Luka Belić, Kristijan Schneider, Velimir Zovko, Lovro Rončević, od roku 2017 pak Guillermo Cañas a spolupracuje také s Mirem Hrvatinem.
V americkém týmu Billie Jean King Cupu debutovala v roce 2025 bratislavskou světovou kvalifikací, v níž vyhrála dvouhry proti Dánce Johanne Christine Svendsenové i Slovence Rebecce Šramkové. Přispěla tak k postupu neporažených Američanek z tříčlenné skupiny do finálového turnaje. Do listopadu 2025 v soutěži nastoupila ke dvěma mezistátním zápasům s bilancí 2–0 ve dvouhře a 0–0 ve čtyřhře.

## Tenisová kariéra
V rámci hlavních singlových soutěží událostí okruhu ITF debutovala v květnu 2011, když na turnaji v pensylvánském Landisville s dotací 10 tisíc postoupila z kvalifikace. Ve druhém kole dvouhry podlehla Američance Robin Andersonové. Deblovou soutěž poprvé odehrála již v říjnu 2009 na dubrovnickém turnaji po boku krajanky Koprćinové. Premiérový singlový titul v této úrovni tenisu ITF vybojovala v červnu 2013 na alkmaarské události s rozpočtem deset tisíc dolarů. Ve finále na ni Srbka Natalija Kostićová uhrála jen tři gamy. První 80tisícový turnaj pak ovládla během července 2017 v Olomouci, kde v závěrečném duelu zvládla souboj s Kristýnou Plíškovou.
V singlové kvalifikaci okruhu WTA Tour debutovala na zářijovém Coupe Banque Nationale 2014 v Québecu, kde však nenašla v prvním kole nenašla recept na krajanku Samanthu Crawfordovou. Hlavní soutěž dvouhry si pak poprvé zahrála na zářijovém Guangzhou International Women's Open 2017 v Kantonu. Turnaj opustila v první fázi po vyřazení do francouzské turnajové šestky Alizé Cornetové ve třech setech.

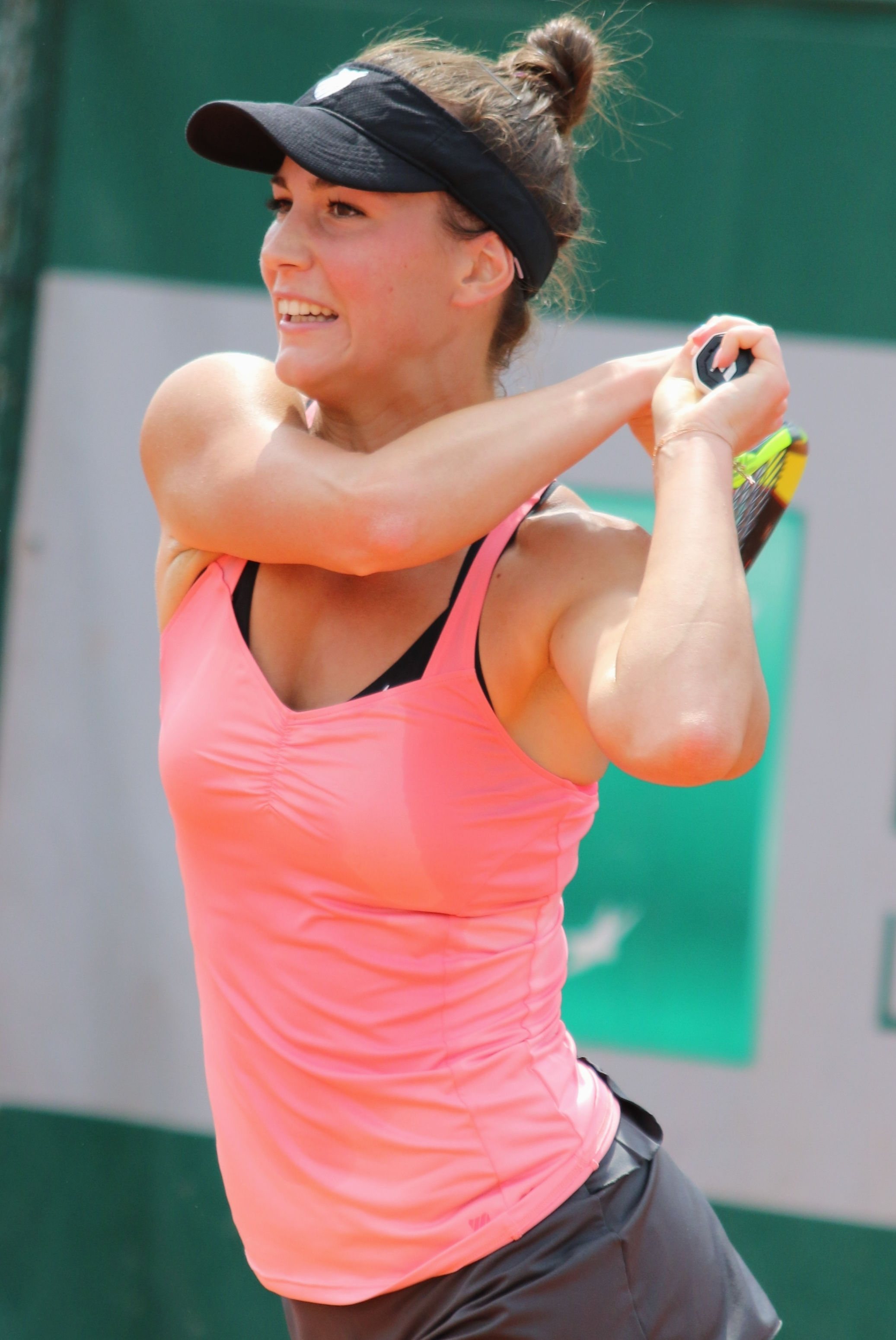
Bekhend na French Open 2018

Debut v hlavní soutěži nejvyšší grandslamové kategorie přišel v ženském deblu US Open 2014, do něhož obdržela s Američankou Tornado Alicií Blackovou divokou kartu. Na úvod však byly vyřazeny od rumunsko-francouzské dvojice Sorana Cîrsteaová a
Pauline Parmentierová po třísetovém průběhu. Zároveň se jednalo o její první utkání odehrané v hlavní soutěži okruhu WTA Tour.
Debut v grandslamové dvouhře přišel na Australian Open 2018, do níž se probojovala až jako šťastná poražená. V tříkolové kvalifikaci na její raketě dohrály Švýcarka Patty Schnyderová i Rumunka Irina Baraová. Závěrečné klání jako 123. žena žebříčku, proti další švýcarské hráčce Viktoriji Golubicové, prohrála a musela tak čekat na odstoupení některé z účastnic hlavní soutěže. Postup do dvouhry získala v důsledku zranění Rusky Margarity Gasparjanové. V úvodním kole dvouhry zdolala ruskou spolukvalifikantku Annu Blinkovovou, jíž oplatila porážku z kvalifikace US Open 2017. Ve druhé fázi pak dosáhla největšího vítězství dosavadní kariéry, když poprvé porazila hráčku elitní světové desítky, devátou nasazenou Britku Johannu Kontaovou, čímž se premiérově přiblížila k hranici postupu do první světové stovky. Třetí fáze přinesla porážku od turnajové dvacítky Barbory Strýcové, když uhrála jen čtyři hry.
Do prvního semifinále túry WTA postoupila na kantonském Guangzhou International Women's Open 2018 po výhře nad Srbkou Aleksandrou Krunićovou. V něm však podlehla Kazachstánce Julii Putincevové. Podruhé se mezi poslední čtyři hráčky probojovala na pražském J&T Banka Prague Open 2019, když na její raketě zůstala světová šestnáctka Wang Čchiang. Ze semifinálového duelu však odešla poražena od Češky hrající na divokou kartu Karolíny Muchové.

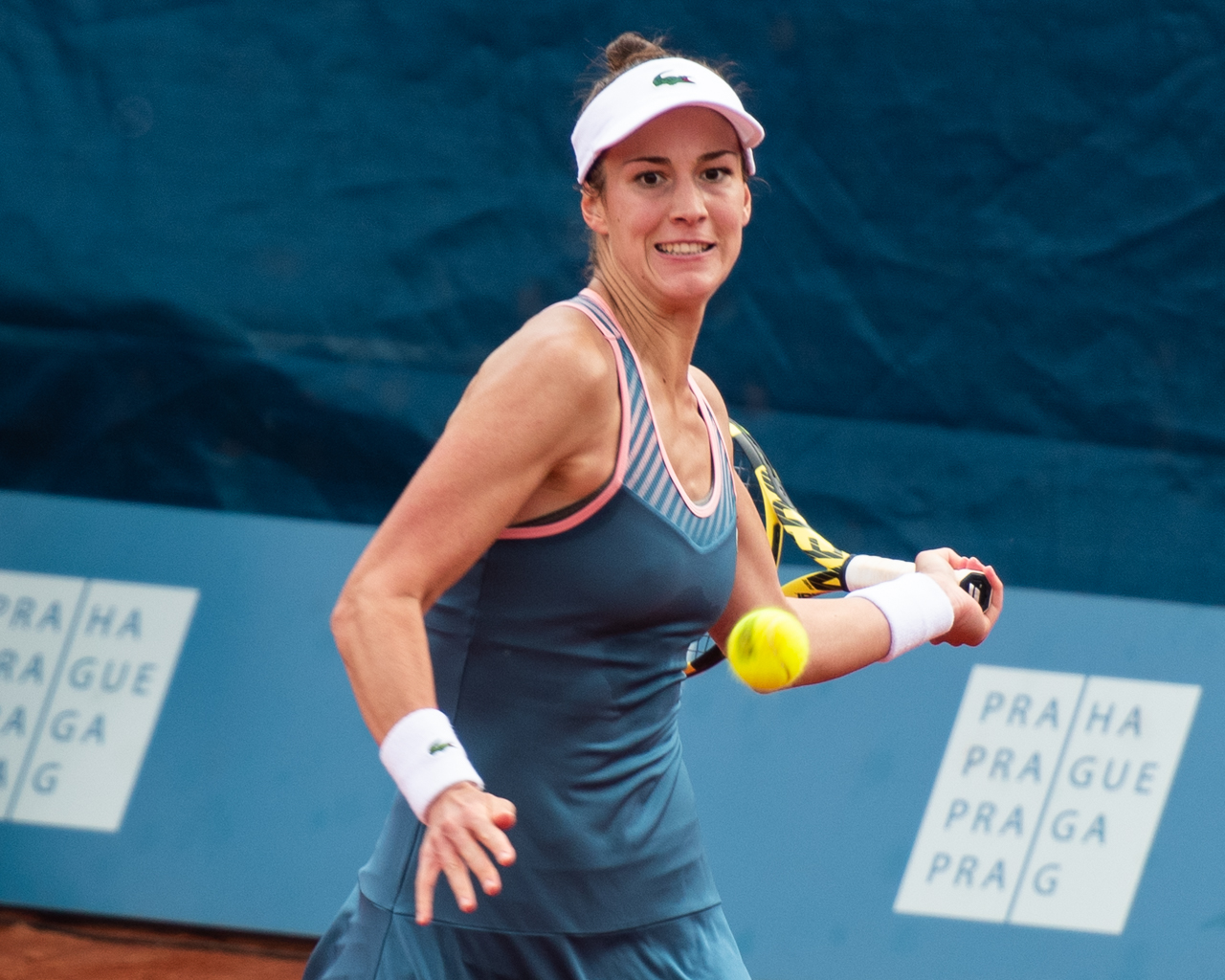
Forhend na Prague Open 2019

První kariérní titul získala v červenci 2022 na budapešťském Hungarian Grand Prix, kde ve finále zdolala Srbku Aleksandru Krunićovou. Do turnaje přitom postoupila po dvoukolové kvalifikaci. Na něj navázala hned následující týden na Hamburg European Open, kde ve finále přehrála estonskou druhou hráčku světa Anett Kontaveitovou a oplatila jí porážku z úvodu Wimbledonu 2022. Ani na jednom antukovém podniku neztratila žádný set, čímž vytvořila sérii 24 vyhraných sad v řadě. Proti Estonce podruhé v kariéře vyhrála utkání s členkou první světové desítky. Bodový zisk ji na žebříčku premiérově posunul na 54. místo.

## Finále na okruhu WTA Tour
| Legenda                  |
| ------------------------ |
| D – dvouhra; Č – čtyřhra |
| Grand Slam (0)           |
| Turnaj mistryň (0)       |
| WTA 1000 (0)             |
| WTA 500 (0)              |
| WTA 250 (2–0 D; 1–0 Č)   |

### Dvouhra: 2 (2–0)
| Stav    | č. | datum             | turnaj             | kategorie | povrch | soupeřka ve finále   | výsledek |
| ------- | -- | ----------------- | ------------------ | --------- | ------ | -------------------- | -------- |
| Vítězka | 1. | 17. července 2022 | Budapešť, Maďarsko | WTA 250   | antuka | Aleksandra Krunićová | 6–3, 6–3 |
| Vítězka | 2. | 23. července 2022 | Hamburk, Německo   | WTA 250   | antuka | Anett Kontaveitová   | 6–2, 6–4 |

### Čtyřhra: 1 (1–0)
| Stav    | č. | datum         | turnaj               | kategorie | povrch | spoluhráčka        | soupeřky ve finále               | výsledek              |
| ------- | -- | ------------- | -------------------- | --------- | ------ | ------------------ | -------------------------------- | --------------------- |
| Vítězka | 1. | 8. ledna 2022 | Melbourne, Austrálie | WTA 250   | tvrdý  | Kateřina Siniaková | Tereza Martincová Majar Šarífová | 6–2, 6–7(7–9), [10–5] |

## Finále série WTA 125

### Dvouhra: 3 (0–3)
| Legenda       |
| ------------- |
| WTA 125 (0–3) |

| Stav       | č. | datum       | turnaj                 | povrch | soupeřka ve finále | výsledek      |
| ---------- | -- | ----------- | ---------------------- | ------ | ------------------ | ------------- |
| Finalistka | 1. | květen 2022 | Karlsruhe, Německo     | antuka | Majar Šarífová     | 2–6, 4–6      |
| Finalistka | 2. | srpen 2022  | Concord, Spojené státy | tvrdý  | Coco Vandewegheová | 3–6, 7–5, 4–6 |
| Finalistka | 3. | červen 2024 | Gaiba, Itálie          | tráva  | Alycia Parksová    | 4–6, 1–6      |

## Tituly na okruhu ITF
| Legenda         | Legenda         |
| --------------- | --------------- |
| Turnaje W100    | Turnaje W80     |
| Turnaje W75/W60 | Turnaje W50     |
| Turnaje W35/W25 | Turnaje W15/W10 |

### Dvouhra (9 titulů)
| č. | datum         | turnaj                         | kategorie | povrch    | soupeřka ve finále    | výsledek       |
| -- | ------------- | ------------------------------ | --------- | --------- | --------------------- | -------------- |
| 1. | červen 2013   | Alkmaar, Nizozemsko            | W10       | antuka    | Natalija Kostićová    | 6–1, 6–2       |
| 2. | červen 2013   | Breda, Nizozemsko              | W10       | antuka    | Isabella Šinikovová   | 6–4, 4–6, 6–0  |
| 3. | září 2013     | Rotterdam, Nizozemsko          | W10       | antuka    | Amandine Hesseová     | 1–6, 6–3, 7–5  |
| 4. | duben 2014    | Gloucester, Spojené království | W10       | tvrdý (h) | Klaartje Liebensová   | 6–3, 6–1       |
| 5. | červen 2014   | Breda, Nizozemsko              | W15       | antuka    | Beatriz Haddad Maiová | 6–1, 7–6(10–8) |
| 6. | červenec 2015 | Imola, Itálie                  | W25       | koberec   | Sherazad Reixová      | 6–2, 6–3       |
| 7. | červenec 2017 | Stuttgart, Německo             | W25       | antuka    | Anna Zajová           | 6–4, 6–4       |
| 8. | červenec 2017 | Olomouc, Česko                 | W80       | antuka    | Kristýna Plíšková     | 7–5, 4–6, 6–3  |
| 9. | květen 2019   | Trnava, Slovensko              | W100      | antuka    | Anna Blinkovová       | 7–5, 7-5       |

### Čtyřhra (8 titulů)
| č. | datum       | turnaj                 | kategorie | povrch | spoluhráčka              | poražené finalistky                            | výsledek              |
| -- | ----------- | ---------------------- | --------- | ------ | ------------------------ | ---------------------------------------------- | --------------------- |
| 1. | srpen 2013  | Enschede, Nizozemsko   | W10       | antuka | Svjatlana Piraženková    | AK Alzate Esmurzaevová Rosalie van der Hoeková | 6–2, 6–1              |
| 2. | červen 2014 | Amstelveen, Nizozemsko | W10       | tvrdý  | Viktorija Tomovová       | Tatiana Búová Beatriz Haddad Maiová            | 6–0, 2–1skreč         |
| 3. | červen 2014 | Alkmaar, Nizozemsko    | W10       | antuka | Beatriz Haddad Maiová    | Charlotte van der Meijová Mandy Wagemakerová   | 6–1, 1–6, [10–5]      |
| 4. | červen 2015 | Helsingborg, Švédsko   | W25       | antuka | Pemra Özgenová           | Jekatěrine Gorgodzeová Cornelia Listerová      | 6–2, 6–0              |
| 5. | srpen 2015  | Praha, Česko           | W75       | antuka | Kateřina Kramperová      | Miriam Kolodziejová Markéta Vondroušová        | 7–6(7–4), 5–7, [10–1] |
| 6. | březen 2016 | Le Havre, Francie      | W10       | antuka | Sabrina Santamariová     | Georgina García Pérezová Diāna Marcinkēvičová  | 6–2, 6–2              |
| 7. | duben 2017  | Pula, Itálie           | W25       | antuka | Lina Gjorčeská           | Prarthana Thombareová Eva Wacannová            | 6–2, 6–3              |
| 8. | duben 2017  | Pula, Itálie           | W25       | antuka | Georgina García Pérezová | Cristiana Ferrandová Camilla Rosatellová       | 6–4, 6–3              |

## Nejdelší šňůra neporazitelnosti

### 16zápasová neporazitelnost (2022)
| Č.     | turnaj                | kategorie | datum             | povrch | kolo    | soupeřka                     | WTA  | výsledek           |
| ------ | --------------------- | --------- | ----------------- | ------ | ------- | ---------------------------- | ---- | ------------------ |
| prohra | Grand Est Open 88     | WTA 125   | 5. července 2022  | antuka | 1. kolo | Jasmine Paoliniová (3)       | 72.  | 6–0, 2–6, 1–6      |
| 1.     | Hungarian Grand Prix  | WTA 250   | 9. července 2022  | antuka | Q1      | Katarina Zavacká             | 284. | 6–1, 6–1           |
| 2.     | Hungarian Grand Prix  | WTA 250   | 10. července 2022 | antuka | Q2      | Sofia Šapatavová             | 356. | 6–1, 6–2           |
| 3.     | Hungarian Grand Prix  | WTA 250   | 11. července 2022 | antuka | 1. kolo | Marina Bassols Riberová (LL) | 226. | 6–2, 7–5           |
| 4.     | Hungarian Grand Prix  | WTA 250   | 13. července 2022 | antuka | 2. kolo | Aljaksandra Sasnovičová (5)  | 36.  | 7–5, 6–2           |
| 5.     | Hungarian Grand Prix  | WTA 250   | 15. července 2022 | antuka | ČF      | Elisabetta Cocciarettová     | 118. | 6–4, 6–3           |
| 6.     | Hungarian Grand Prix  | WTA 250   | 16. července 2022 | antuka | SF      | Anna Bondárová (9)           | 53.  | 6–3, 6–4           |
| 7.     | Hungarian Grand Prix  | WTA 250   | 17. července 2022 | antuka | F       | Aleksandra Krunićová         | 105. | 6–3, 6–3           |
| 8.     | Hamburg European Open | WTA 250   | 19. července 2022 | antuka | 1. kolo | Elena-Gabriela Ruseová (9)   | 69.  | 6–0, 6–4           |
| 9.     | Hamburg European Open | WTA 250   | 20. července 2022 | antuka | 2. kolo | Joanne Zügerová (Q)          | 165. | 6–1, 6–1           |
| 10.    | Hamburg European Open | WTA 250   | 21. července 2022 | antuka | ČF      | Kateřina Siniaková           | 96.  | 6–3, 6–1           |
| 11.    | Hamburg European Open | WTA 250   | 22. července 2022 | antuka | SF      | Maryna Zanevská (7)          | 72.  | 6–2, 6–4           |
| 12.    | Hamburg European Open | WTA 250   | 23. července 2022 | antuka | F       | Anett Kontaveitová (1)       | 2.   | 6–2, 6–4           |
| 13.    | Thoreau Tennis Open   | WTA 125   | 9. srpna 2022     | tvrdý  | 1. kolo | Kayla Dayová (Q)             | 213. | 6–4, 7–5           |
| 14.    | Thoreau Tennis Open   | WTA 125   | 10. srpna 2022    | tvrdý  | 2. kolo | Anna Blinkovová              | 155. | 2–6, 7–6(8–6), 6–3 |
| 15.    | Thoreau Tennis Open   | WTA 125   | 12. srpna 2022    | tvrdý  | ČF      | Katie Volynetsová            | 119. | 6–3, 6–1           |
| 16.    | Thoreau Tennis Open   | WTA 125   | 13. srpna 2022    | tvrdý  | SF      | Katrina Scottová (Q)         | 241. | 6–4, 6–2           |
| prohra | Thoreau Tennis Open   | WTA 125   | 14. srpna 2022    | tvrdý  | F       | Coco Vandewegheová (WC)      | 192. | 3–6, 7–5, 4–6      |